# Platyphasia
Platyphasia is een muggengeslacht uit de familie van de langpootmuggen (Tipulidae).

## Soorten
- P. eximia Alexander, 1928
- P. pictonensis Dobrotworsky, 1971
- P. princeps Skuse, 1890
- P. rawlinsoni Dobrotworsky, 1971
- P. regina Alexander, 1922
- P. tasmaniensis Dobrotworsky, 1971
- P. wilsoni Alexander, 1929